# Cerithiopsis greenii
Cerithiopsis greenii là một loài ốc biển, động vật chân bụng trong họ Cerithiopsidae, được tìm thấy ở Biển Caribe, Vịnh Mexico, Vịnh Maine, và tây bắc Đại Tây Dương. Nó được mô tả bởi C.B. Adams năm 1839.

## mô tả
Chiều dài tối đa của vỏ ốc được ghi nhận là 4,6 mm.

## Môi trường sống
Độ sâu tối thiểu được ghi nhận là 0 m. Độ sâu tối đa được ghi nhận là 75 m.